# 4839 Daisetsuzan
4839 Daisetsuzan è un asteroide della fascia principale. Scoperto nel 1989, presenta un'orbita caratterizzata da un semiasse maggiore pari a 2,4346970 UA e da un'eccentricità di 0,0707099, inclinata di 7,57644° rispetto all'eclittica.